# Julie Grant
Julie Grant, eigentlich Vivien Forman (* 12. Juli 1946 in Blackpool, Lancashire, Vereinigtes Königreich) ist eine britische Sängerin, die in den 1960er Jahren drei Top-40-Hits in den britischen Single-Charts hatte.

## Karriere
Julie Grant kam 1946 als Vivien Forman in der nordenglischen Küstenstadt Blackpool zur Welt. Sie zeigte früh musikalisches Talent. Sie machte ihr Bühnendebüt in der Westend-Produktion des auf Musik von Richard Rodgers und Oscar Hammerstein basierenden Musicals The King and I.
1960 gewann sie in einem Ferienlager in Brighton einen Talentwettbewerb, an dem auch Helen Shapiro teilgenommen hatte, die kurz darauf zu Großbritanniens erfolgreichster Solosängerin der frühen 1960er Jahre avancierte. Grants Vater beschäftigte zu der Zeit einen Buchhalter, der auch für den in Großbritannien sehr populären Popsänger Frankie Vaughan tätig war. Dieser Buchhalter, Julian Grant, arrangierte für sie Probeaufnahmen in London und gab ihr den Künstlernamen Julie Grant. Die Probeaufnahmen führten zu einem Plattenvertrag bei Pye Records. 
Im April 1962 erschien ihre von Tony Hatch geschriebene und arrangierte Debütsingle Somebody Tell Him, die sich nicht in den Charts platzieren konnte. 
Frustriert über Grants bisherigen Misserfolg entschied ihre Plattenfirma, dass ihre nächste Single eine Coverversion des Songs Up on the Roof (geschrieben von Gerry Goffin und Carole King) von den Drifters sein sollte, die Anfang 1963 ein US-Top-5-Hit gewesen war. Diese Taktik zahlte sich aus. Julie Grant erreichte damit im Januar 1963 Platz 33 der britischen Single-Charts. Ihre Version verkaufte sich zudem in Dänemark und Schweden. 
Die nächste Single, Count on Me, wieder von Tony Hatch geschrieben, erreichte im März 1963 Platz 24. Die B-Seite, Then, Only Then, wurde ein Favorit der Northern-Soul-Szene. Die nächste Single, That's How Heartaches Are Made, war eine Coverversion der US-amerikanischen Soul-Sängerin Baby Washington, die auch von Dusty Springfield für ihr zweites Album Ev'rything's Coming Up Dusty (1965) aufgenommen wurde. 
Mit der nächsten Single, Don't Ever Let Me Down, einer weiteren Tony Hatch-Komposition, konnte sie trotz Touren mit den Everly Brothers und den Rolling Stones nicht in den Charts landen. Im Sommer 1964 folgte ihre Version von Every Day I Have to Cry von Arthur Alexander, was Anfang des Jahres als Dusty Springfields Nachfolge-Single zu ihrem ersten Solo-Hit I Only Want to Be with You im Gespräch gewesen war (Springfield entschied sich dagegen für die Komposition Stay Awhile, die ihr einen weiteren UK-Top-20-Hit bescherte).
Im Herbst 1964 erreichte Grant mit der Single Come to Me erneut die UK-Top-40 und konnte die Single auch in den niederländischen Charts platzieren. Grant trat in populären britischen TV-Shows wie Ready Steady Go, Thank Your Lucky Stars und The Beat Room auf. Im gleichen Jahr coverte sie zwei Motown-Songs, Giving Up von Gladys Knight & the Pips und As Long As I Know He’s Mine von den Marvelettes.
Als ihre nächsten beiden Singles, eine Version des Songs Baby, Baby (I Still Love You) der US-amerikanischen Girlgroup The Cinderellas (Januar 1965) und eine Version von Stop von The Moody Blues (September 1965) floppten, wurde Grant aus ihrem Vertrag entlassen.
Grant schloss sich anschließend als Sängerin an die spanische Band The Zaras an und tourte mit ihr durch Europa. Mitte der 1970er Jahre nahm sie eine Disco-Version von Light My Fire von The Doors auf, die nie veröffentlicht wurde. 
Grant lebt heute in Gilford im US-Bundesstaat New Hampshire.

## Diskografie
Singles
- 1962: "Somebody Tell Him" / "Ev'ry Letter You Write" (Pye 7N.15430)
- 1962: "So Many Ways" / "Unimportant Things" (Pye 7N.15447)
- 1962: "Up on the Roof" / "When You Ask About Love" (Pye 7N.15483)
- 1962: "When You're Smiling" / "Lonely Sixteen" (Pye 7N.15461)
- 1963: "Hello Love" / "It's Alright" (Pye 7N.15461)
- 1963: "Count On Me" / "Then, Only Then" (Pye 7N.15508)
- 1963: "Don't Ever Let Me Down" / "Somebody Cares" (Pye 7N.15545)
- 1963: "That's How Heartaches Are Made" / "Cruel World" (Pye 7N.15526)
- 1964: "Lonely Without You" / "As Long As He Knows He's Mine" (Pye 7N.15884)
- 1964: "You're Nobody 'Til Somebody Loves You" / "I Only Care About You" (Pye 7N.15652)
- 1964: "Come to Me" / "Can't Get You Out of My Mind" (Pye 7N.15684)
- 1965: "Stop" / "When the Lovin' Ends" (Pye 7N.15937)
- 1965: "Giving Up" / "Cause I Believe in You" (Pye 7N.15812)
- 1965: "Baby, Baby (I Still Love You)" / "My World is Empty Without You" (Pye 7N.15756)

EPs
- 1962: This is Julie Grant: "Somebody Tell Him", "Up on the Roof", "So Many Ways", "Count On Me" (Pye NEP 24171)
- 1963: Count On Me: "Count On Me", "Then, Only Then", "When You Ask About Love", "Up on the Roof" (Disques Vogue PNV. 24 107; nur in Frankreich erschienen)
- 1963: Cruel World: "Cruel World", "Don't Ever Let Me Down", "It's Alright", "Hello Love" (Disques Vogue PNV 24.115; nur in Frankreich erschienen)
- 1964: Every Day I Have to Cry: "Everyday I Have to Cry", "Watch What You Do With My Baby", "Hello Love", "It's Alright" (Pye NEP 5028; nur in Schweden erschienen)

Compilation-Alben
- 1994: Count On Me! (RPM Records RPM 133)
- 1994: Four "Boppin" Ladies of the Sixties Vol 1 (Marginal Records CDMA 012) (mit Musik von Patsy Ann Noble, Susan Maughan und Maureen Evans)
- 2004: Come to Me – The Pye Anthology (Castle Music CMRCD 1051)